# Међународни рачуноводствени стандард 7
МРС 7 Извештај о токовима готовине
Информације о токовима готовине једног предузећа помажу корисницима финансијских извештаја тако што им пружају основу за оцењивање способности предузећа да оствари готовину и готовинске еквиваленте, као и потребу предузећа за коришћењем тих токова готовине. Економске одлуке које доносе корисници захтевају претходну процену способности предузећа да створи готовину и готовинске еквиваленте, као и временски оквир и извесност њиховог стварања. Циљ овог стандарда је да обезбеди достављање информација о историјским променама у готовини и готовинским еквивалентима предузећа путем извештаја о токовима готовине у оквиру пословних активности, активности инвестирања и активности финансирања. Предузеће саставља Извештај о токовима готовине у складу са захтевима овог стандарда и приказује га као саставни део својих финансијских извештаја.